# Chelodina kuchlingi
Chelodina kuchlingi is een schildpad uit de familie slangenhalsschildpadden (Chelidae). 

## Naam en indeling
De wetenschappelijke naam van de soort werd voor het eerst voorgesteld door John Robert Cann in 1997. Later werd de wetenschappelijke naam Macrochelodina kuchlingi gebruikt.
De schildpad behoorde lange tijd tot het geslacht Macrochelodina, en daarvoor werd de soort ook al tot het geslacht Chelodina gerekend, zodat de wetenschappelijke naamgeving in de literatuur soms verouderd is. Er is slechts een enkel exemplaar beschreven waardoor er weinig bekend is over de soort. De soortaanduiding kuchlingi is een eerbetoon aan de Australische herpetoloog Gerald Kuchling (1952).

## Uiterlijke kenmerken
Chelodina kuchlingi heeft een ovaal rugschild met een oranjebruine schildkleur, het buikschild (plastron) is oranjegeel. Op de schildplaten zijn straalsgewijze tekeningen aanwezig. De schildlengte bedraagt ongeveer 23 centimeter. De kop is heeft een grijze kleur en is rond van boven bezien.

## Verspreiding en habitat
Chelodina kuchlingi is endemisch in Australië en komt alleen voor in het noordwesten van het land in de staat West-Australië. Over de levenswijze en de habitat is vrijwel niets bekend, waarschijnlijk leeft de schildpad in zoete wateren zoals rivieren en moerassen.